# Мореншильд, Владимир Александрович
Владимир Александрович фон Мореншильд (27 июля 1854 — 1912) — генерал-майор, градоначальник Севастополя (1906—1909).

## Биография
Сын Генриха Александра фон Мореншильд (1831—1904), представителя немецкого дворянского рода Мореншильд.
C 1876 года — гардемарин, с 1877 — Мичман.
С 1896 — старший офицер броненосца береговой обороны «Вице-адмирал Попов».
Старший офицер мореходной канонерской лодки «Терец» (1896—1897) и эскадренного броненосца «Георгий Победоносец» (1897—1899).
1901—1902 — Командир транспорта «Ингул» (1899) и минного крейсера «Гридень».
1902—1903 — Командует мореходной канонерской лодкой «Запорожец».
С 19.06.1906 по 02.03.1909 — градоначальник Севастополя.
6 декабря 1907 года присвоено звание генерал-майора.